# Friedrich Broede
Friedrich Broede, auch Bröde (* 18. Juni 1890 in Braunsberg (Ostpreußen); † 19. März 1935 in Berlin) war ein deutscher Arbeiter und Kommunist. Er wurde 1934 im sogenannten „Bülowplatz-Prozess“ um die Ermordung zweier Polizisten im Jahre 1931 als Mittäter zum Tode verurteilt und starb im Gefängnis.
Broede wurde 1911 Mitglied der SPD, trat 1918 der USPD bei und wechselte 1920 zur KPD. Gegen Ende der Weimarer Republik leitete er in Berlin die Kampf- und Abwehrorganisation der KPD, den „Proletarischen Selbstschutz“, im Unterbezirk Berlin-Wedding. Zugleich war er als Hauswart bzw. Wachmann im Karl-Liebknecht-Haus beschäftigt, der Berliner Zentrale der KPD. Nach der nationalsozialistischen „Machtergreifung“ war er weiter illegal für die KPD tätig. Er wurde am 16. Juli 1933 gegen 09.00 Uhr von der SA
verhaftet und in den „Schwedenkeller“ verbracht, einen Verhörraum der SA, der wegen der dort vorgenommenen Misshandlungen berüchtigt war. Noch bevor der Gefangene am nächsten Tag der Polizei übergeben wurde, presste ihm SA-Sturmführer Albrecht Kubick detaillierte Aussagen über die Vorgänge am Bülowplatz ab. Gegenüber der Polizei bezeichnete Broede außerdem Waffenverstecke der KPD. Im Juni 1934 wurde er im Prozess um die Morde auf dem Bülowplatz gemeinsam mit 14 weiteren Angeklagten vor Gericht gestellt. Nach den polizeilichen Ermittlungen und der Beweisaufnahme vor Gericht hatte Broede auf Anregung Hans Kippenbergers mehrere Gruppen des „Proletarischen Selbstschutzes“ alarmiert, um die Mordschützen zu decken. Er wurde wie Michael Klause und Max Matern als Mittäter, der den Mordplan gekannt, gebilligt und gewollt hätte, zum Tode verurteilt. Ein Revisionsantrag wurde am 17. Dezember 1934 abgelehnt.
Broede kam im Gefängnis ums Leben. Nach einigen Angaben wurde er zu Tode geprügelt. Nach anderen nahm er sich selbst das Leben. Sein Sohn Paul (* 1912) ging in die Sowjetunion, wo er in Rostow lebte. Dort wurde er 1937 unter dem Vorwurf der Spionage verhaftet und im Februar 1940 an Deutschland ausgeliefert. Damit verliert sich seine Spur.